# Olha Huzenko
Olha Huzenko (ucraïnès: Ольга Миколаївна Гузенко)  (óblast de Kíiv, 17 de juliol de 1956) és una ex-remadora ucraïnesa que va competir sota bandera soviètica durant la dècada de 1970.
El 1976 va prendre part en els Jocs Olímpics de Mont-real, on guanyà la medalla de plata en la competició del vuit amb timoner del programa de rem.